# Сааведра, Оскар
Оскар Сааведра Сан-Мартин (исп. Óscar Saavedra San Martín; 29 июня 1940 — 8 апреля 2018) — боливийский учёный-физик и астроном. Его работа была сосредоточена на физике космических лучей и нейтринной астрофизике. Большую часть своей академической карьеры провёл в Туринском университете в Италии. Один из инициаторов и участников создания подземного нейтринного детектора LSD под Монбланом, а также детектора LVD в Гран Сассо.

## Ранние годы
Сааведра Сан-Мартин родился в Ла-Пасе (Боливия). Подростком он посещал иезуитский колледж Colegio San Calixto в Ла-Пасе, где волонтёрил в школьной астрономической обсерватории. По рекомендации одного из своих инструкторов он начал работу в лаборатории на горе Чакалтайя.

## Научная карьера
Сааведра получил докторскую степень по физике в Миланском университете в 1964 году за диссертацию, разработанную в Евратоме (Европейский центр ядерных исследований): «Нарушение чётности в сильных взаимодействиях».
После аспирантуры Сааведра вернулся в Боливию. В 1966 году, он стал директором Лаборатории космической физики Чакалтайя. В возрасте 25 лет он стал самым молодым директором в истории учреждения. Он занимал эту должность до возвращения в Италию для дальнейших исследований в 1968 году.
В Италии его научная деятельность, включая международное сотрудничество, была сосредоточена на физике космических лучей и нейтрино.
На протяжении всей своей карьеры Сааведра был профессором Туринского университета, Высшего университета Сан-Андреса, Токийского университета и Кильского университета. После выхода на пенсию он был удостоен статуса почётного профессора Туринского университета.
Один из руководителей программы исследований в области подземной физики и поиска нейтринного излучения от гравитационного коллапса звёзд на установках LSD и LVD. Внёс заметный вклад в анализ и интерпретацию сигналов, зарегистрированных детектором LSD от вспышки Сверхновой SN 1987A.

## Награды и признание
За свою научную работу Сааведра получил Орден Андского Кондора — высшую награду, присуждаемую правительством Боливии.
В 2007 году Сааведра и двое его российских коллег (Ольга Георгиевна Ряжская и Евгений Николаевич Алексеев) были удостоены премии имени академика М. А. Маркова Института ядерных исследований РАН за «разработку методики, создание экспериментальных установок и регистрацию нейтринного сигнала от гравитационного коллапса массивной звезды SN 1987A, выдающийся вклад в развитие фундаментальных исследований в области подземной нейтринной физики».